# Tournoi du Koweït de football de 1990
Navigation
Édition précédente
Le Tournoi du Koweït de football de 1990 est un tournoi amical de football, qui s'est disputé au Koweït du 21 au 26 janvier 1990.
Les 3 équipes participant au tournoi (sous la forme d'un mini-championnat) sont la RDA, la France et le Koweït. La France remporte le tournoi grâce à ses deux victoires en deux matchs.
À noter qu'une précédente et première édition de ce tournoi a eu lieu en 1989.

## Précisions
Les trois sélections se présentent en janvier 1990 dans un contexte footballistique précis :
- La RDA, non présente à l'Euro 1988, ne s'est pas qualifiée pour la coupe du monde 1990, terminant avant-dernière du groupe 3 et la sélection est appelée à disparaitre dans les prochains mois en raison de la réunification allemande à venir.
- La France, non présente à l'Euro 1988, ne réussit pas à se qualifier pour la coupe du monde de football de 1990, terminant troisième sur cinq du groupe 5. Après 1986, la France entre dans une période de "transition délicate". Pour se préparer à ce tournoi, la France a affronté le club d'Al Qadisiya, le 18 janvier 1990, qu'elle a battu 3-0[2].
- Le Koweït, pays organisateur, ne se qualifie pas pour la coupe du monde 1990, éliminé au premier tour de sa zone à cause d'une différence de buts défavorable par rapport aux Émirats arabes unis.

## Arbitres
Voici les arbitres qui ont officié un match de ce tournoi amical. On peut remarquer qu'ils sont tous du Koweït :
- Rahdi Al Haddad
- Ghazi Al Kendi
- Hassan Al-Moussa

## Compétition
Ce tournoi se présente sous forme d'un mini-championnat, trois rencontres sont disputées.

### Résultats
Ce Koweït-France est le deuxième match entre les deux sélections, le premier ayant vu la victoire française en Coupe du monde de football de 1982, en Espagne (4-1).
| Match amical                                | Koweït | 0 – 1   | France | Stade Kazma, Koweït (ville)                    |                                                |
| 21 janvier 1990 · Historique des rencontres | | (0 - 0) | 74e Blanc | Spectateurs : 5 000 Arbitrage : Ghazi Al Kendi | Spectateurs : 5 000 Arbitrage : Ghazi Al Kendi |
| 21 janvier 1990 · Historique des rencontres | Rapport |         | | Spectateurs : 5 000 Arbitrage : Ghazi Al Kendi | Spectateurs : 5 000 Arbitrage : Ghazi Al Kendi |
| 21 janvier 1990 · Historique des rencontres | Samir Said ; Oussama Hussein, Fadel Matar, Bassel Abdelnabi, Badr Mrifa, Walid Briki, Walid Al Flij, Wael Suleiman, Badr Bati, Khaled Ali Nasser (80e Mohammed Ibrahim), Anbar Said (80e Ahmed Al Salah) | Équipes | Rousset ; Silvestre, Boli, Sauzee, Amoros ; Blanc, Dib, Pardo (46e Deschamps), Garde ; Cantona (46e Papin puis 77e di Méco), Vahirua (46e Ferreri) | Spectateurs : 5 000 Arbitrage : Ghazi Al Kendi | Spectateurs : 5 000 Arbitrage : Ghazi Al Kendi |

Il s'agit de la septième et dernière confrontation entre l'Allemagne de l'Est et la France. La France restait sur une défaite contre la RDA en 1987 (0-1).
| Match amical                                | France | 3 – 0   | Allemagne de l'Est | Stade Kazma, Koweït (ville)                      |                                                  |
| 24 janvier 1990 · Historique des rencontres | Cantona 2e 23e · Deschamps 73e | (2 - 0) | | Spectateurs : 1 500 Arbitrage : Hassan Al-Moussa | Spectateurs : 1 500 Arbitrage : Hassan Al-Moussa |
| 24 janvier 1990 · Historique des rencontres | Rapport |         | | Spectateurs : 1 500 Arbitrage : Hassan Al-Moussa | Spectateurs : 1 500 Arbitrage : Hassan Al-Moussa |
| 24 janvier 1990 · Historique des rencontres | Martini ; Amoros (80e Boli) ; Casoni, Sauzee (78e Silvestre), di Meco ; Blanc, Pardo, Deschamps, Ferreri (60e Garde) ; Cantona, Vahirua | Équipes | Heyne ; Wagenhaus ; Herzog, Reich, Mauksch ; Stübner (72e Weidemann), M. Sammer (82e Weilandt), Steinmann, Wosz (46e Wuckel) ; Kirsten, Doll | Spectateurs : 1 500 Arbitrage : Hassan Al-Moussa | Spectateurs : 1 500 Arbitrage : Hassan Al-Moussa |

Ce match voit la seule confrontation dans l'histoire entre la RDA et le Koweït.
| Match amical                                | Koweït | 1 – 2   | Allemagne de l'Est | Stade Kazma, Koweït (ville)                     |                                                 |
| 26 janvier 1990 · Historique des rencontres | Suleiman 89e | (0 - 1) | 26e 59e Wuckel | Spectateurs : 4 000 Arbitrage : Rahdi Al Haddad | Spectateurs : 4 000 Arbitrage : Rahdi Al Haddad |
| 26 janvier 1990 · Historique des rencontres | Rapport |         | | Spectateurs : 4 000 Arbitrage : Rahdi Al Haddad | Spectateurs : 4 000 Arbitrage : Rahdi Al Haddad |
| 26 janvier 1990 · Historique des rencontres | S. Said ; Saad (17e Hussein), Abduluabi, Abdeilim Suleiman ; Budaikh, Al Butti, A. Said (79e Ibrahim), Nasser ; Moreifa, Kh. Nasser (70e Salih) | Équipes | Teuber ; Herzog ; Wagenhaus, Lindner, Reich ; Weidemann, Weilandt, Steinmann (84e Stübner), Wuckel ; Wosz, Rösler (65e Kirsten) | Spectateurs : 4 000 Arbitrage : Rahdi Al Haddad | Spectateurs : 4 000 Arbitrage : Rahdi Al Haddad |

### Classement
La France remporte le tournoi, avec deux victoires, devant la RDA et le Koweït, qui termine dernier.
|    | Équipe             | Pts | J | G | N | P | Bp | Bc | Diff |
| -- | ------------------ | --- | - | - | - | - | -- | -- | ---- |
| 1. | France             | 4   | 2 | 2 | 0 | 0 | 4  | 0  | +4   |
| 2. | Allemagne de l'Est | 2   | 2 | 1 | 0 | 1 | 2  | 4  | -2   |
| 3. | Koweït             | 0   | 2 | 0 | 0 | 2 | 1  | 3  | -2   |

## Buteurs
Dans ce tournoi, deux joueurs terminent co-meilleurs buteurs : Eric Cantona et Markus Wuckel, qui ont inscrit un doublé.
2 buts
- Éric Cantona
- Markus Wuckel

1 but
- Laurent Blanc
- Didier Deschamps
- Wael Suleiman